# 1985年至1986年英格蘭足總盃
1985/86球季英格蘭足總盃（英語：FA Cup），是第105屆英格蘭足總盃，今屆賽事的冠軍是利物浦，他們在決賽以3:1擊敗愛華頓，奪得冠軍。
憑著足總盃冠軍，利物浦成功取得本土雙料冠軍。

## 外部連結
1. 英格蘭足總盃官網Archive-It的存檔，存档日期2012-04-24
2. 英格蘭足總盃 歷屆冠軍（页面存档备份，存于）